# 五里街道
五里街道，是中华人民共和国江西省九江市濂溪区下辖的一个乡镇级行政单位。

## 行政区划
五里街道下辖以下地区：
南湖社区、火车站社区、长虹北路社区、荷塘新村社区、南湖小区社区、怡康社区、五里村、三垅村、八里村和前进村。